# Julio Blanck
Julio Blanck (Buenos Aires, 28 de junio de 1954-Ib., 7 de septiembre de 2018) fue un periodista y analista político argentino, particularmente asociado con su trabajo para el Grupo Clarín y el diario homónimo.

## Biografía
Blanck se recibió de técnico químico y estudió periodismo. Durante aquellos años, militó en la Federación Juvenil Comunista. " Julio cruzó el puente de plata que tendía Alfonsín a jóvenes de izquierda que abrazaban el sueño de un progresismo social demócrata", recordó su amigo Ricardo Roa.
Tuvo tres hijos. Irina e Ignacio de su primer matrimonio, y Sofía con su última mujer, Silvana Boschi.

### Enfermedad
A fines de diciembre de 2017 se descompuso en un taxi, por una pancreatitis; al atenderlo, le diagnosticaron cáncer. 
En abril hizo su último programa de TV. Eduardo Van der Kooy recordó: “En abril celebramos los diez años del programa. Dedicamos todo el mes a esos diez años que cerramos con un reportaje al presidente Macri en su despacho de la Casa de Gobierno. A la mañana siguiente, Julio se internó para su primera sesión de quimioterapia”.
En agosto, en la cama, escribió su última nota desde una clínica  publicada en la edición digital del 28 de julio de 2018 y como principal título en la tapa impresa del día siguiente.
Murió de cáncer de páncreas el 7 de septiembre de 2018.

## Trayectoria
Había comenzado a trabajar en Clarín en 1977, en la sección Deportes. Para 1980, se fue. Pasó a escribir en la revista Goles Match hasta 1982.
Horacio Pagani evocó su aporte para que Blanck regresara a Clarín, previa evaluación del “error estratégico” que implicaba su inicial retirada: “Me lo encontré en la cancha de Vélez y le dije: ‘Te invito a comer a Fechoría’. Al otro día hablé con el editor del diario, Marcos Cytrynblum, para que Julio volviera. Y el tipo me dijo: ‘Está bien, que vuelva. Pero si se vuelve a ir, te vas vos con él'”.
Junto con Alfredo Leuco, también de Deportes, fue trasladado a la sección Política durante la guerra de las Malvinas de 1982. Desde entonces, cubrió los avatares de la Unión Cívica Radical, que llegaría a ganar la Presidencia de la Nación.
Se convirtió en el jefe de la sección en 1992, donde permaneció hasta 2002. Ese año, Blanck comete uno de los errores más graves de su carrera: aprobar el título y la línea editorial de la nota "La crisis causó dos nuevas muertes" que sería tapa del diario del 27 de junio de 2002. Al año siguiente fue nombrado editor en jefe hasta 2016. 
Fue cronista en cinco campañas electorales y dirigió la cobertura de 16 campañas presidenciales, legislativas y constituyentes. Realizó reportajes especiales de Estados Unidos, Gran Bretaña, Brasil, Israel, Italia, Colombia, Uruguay, México y Suiza. [cita requerida]Hizo entrevistas a todos los presidentes de Argentina desde Raúl Alfonsín a Mauricio Macri y al cubano Fidel Castro. 

### Televisión
Creó y condujo el ciclo 5 en 5 de reportajes para Clarin.com, después de haber trabajado en los programas 
- Participar (1985),
- Confrontación (1986-1999),
- Escáner (2001-2007) y,[1]

Con Eduardo van der Kooy tenían dos programas diferentes en el Canal Metro hasta que la señal TN los convocó para un programa juntos. Así hicieron Código político (2008-2018).

### Filmografía
Fue uno de los entrevistados con más espacio en el documental La crisis causó 2 nuevas muertes acerca del rol del diario en el que era uno de los jefes,  respecto de los Asesinatos de Kosteki y Santillán (2002). Allí dice que "Sería muy bueno que los sectores progresistas mirasen qué hace La Nación, sólo miran lo que hace Clarín", y admite que "cometimos un error", al tiempo que señala el titular de tapa: "La crisis causó 2 nuevas muertes".
En otra entrevista televisada para la web, reconoció que durante los últimos años de gobierno nacional kirchnerista, desde el Grupo Clarín hicieron "un periodismo de guerra. Eso es mal periodismo, pero bueno, haciendo guerra, estamos vivos, llegamos vivos al final, al último día. Eran las circunstancias" (2016).

### Docencia
Fue profesor en la beca de periodismo UCA-Fundación Noble y maestro de la Fundación Nuevo Periodismo Iberoamericano.[cita requerida]

## Premios
Dirigió el equipo de investigación de Clarín que en 2003 recibió el premio de la Fundación Nuevo Periodismo Iberoamericano.
Premios Konex: En 2017 ganó un Diploma al Mérito en el rubro Periodismo - Comunicación.